# Agnotozoa

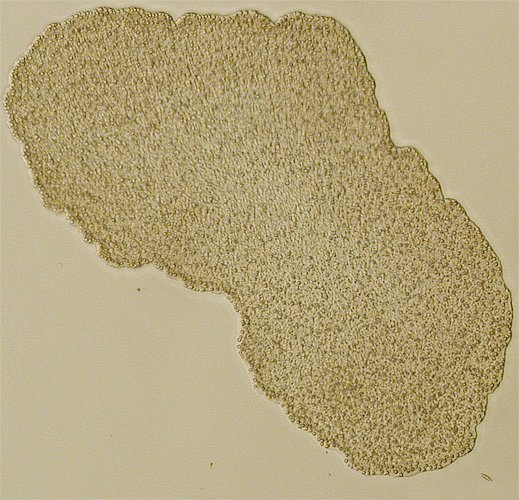
Trichoplax, un placozoo

Los agnotozoos (Agnotozoa) son un grupo artificial creado en 1952 por Moore et al. que apenas fue usado con posterioridad. Incluía tres filos de pequeños de animales sin órganos diferenciados, Placozoa, Orthonectida y Dicyemida. Presentan tejidos, pero no estructurados en órganos sino en formas sencillas como láminas monoestratificadas.
El grupo carece de todo significado taxonómico o filogenético y su uso en la actualidad está completamente abandonado, ya que dichos filos no tienen en realidad nada en común. La siguiente fue la clasificación de Whittaker & Margulis (1978):
- subreino Agnotozoa
  - filo Placozoa
  - filo Mesozoa
    - clase Orthonectea
    - clase Dicyemida